# Thomas Ahlström
Thomas Ahlström (ur. 17 lipca 1952) – szwedzki piłkarz.
Zawodnik szwedzkiego IF Elfsborg (1971–1979 i 1982–1984). W latach 1979–1982 grał dla greckiego klubu Olympiakos SFP. Król strzelców Allsvenskan w 1983 z szesnastoma golami. Wielokrotny reprezentant kraju między innymi trzy mecze na Mistrzostwach Świata 1974 (grał w meczu z Polską, wygranym przez „biało-czerwonych” 1:0 po golu Grzegorza Laty).